# Stefan Kipf

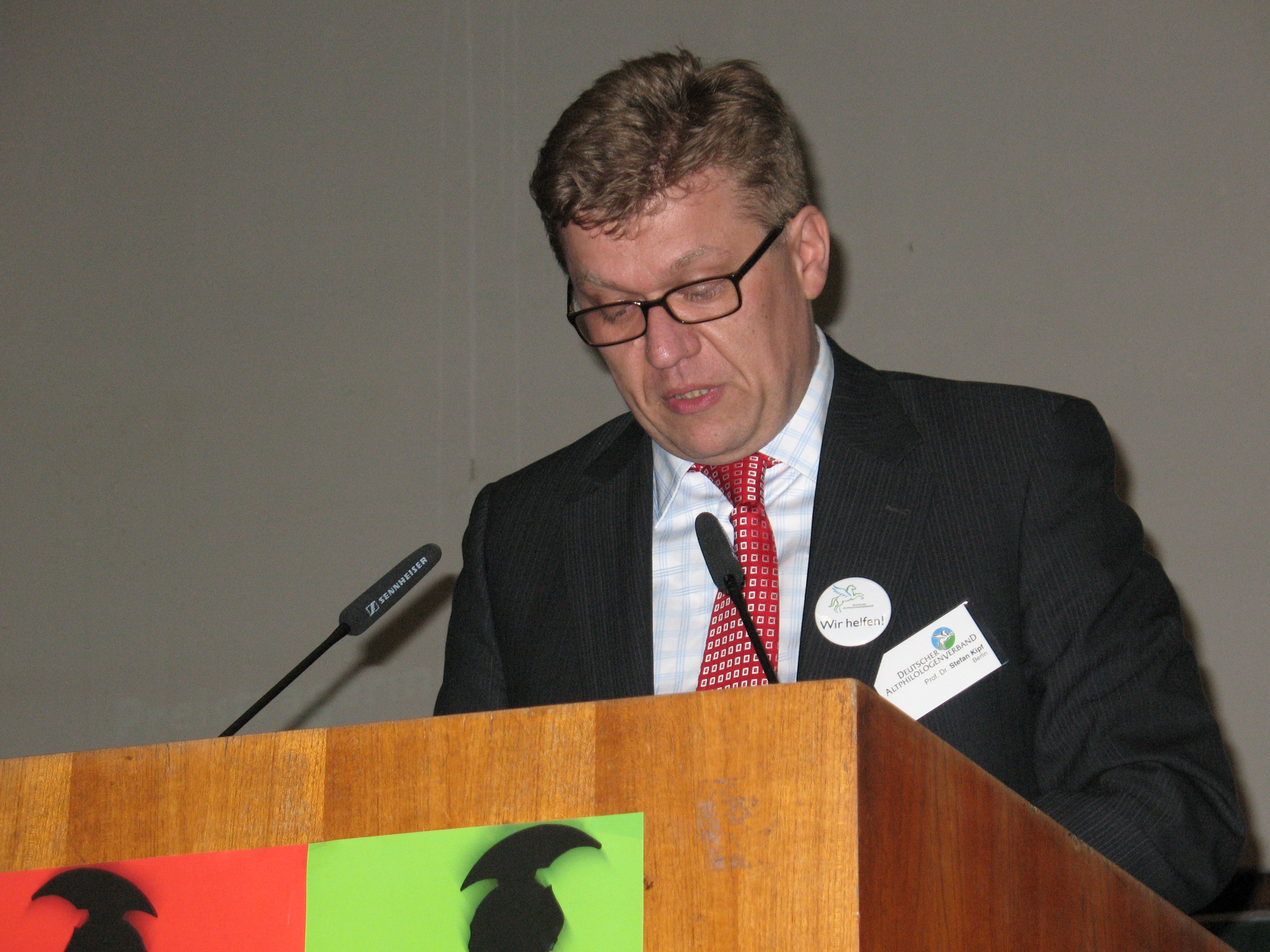
Stefan Kipf bei der Eröffnung des Bundeskongresses des Deutschen Altphilologenverbandes im März 2008

Stefan Kipf (* 1964 in Berlin) ist ein deutscher Altphilologe und Didaktiker. 
Nach dem Besuch des Goethe-Gymnasiums in Wilmersdorf und dem Studium der Klassischen Philologie an der Freien Universität Berlin und in Austin/USA von 1983 bis 1990 sowie einem Referendariat von 1990 bis 1992 war Kipf von 1992 bis 1997 Wissenschaftlicher Mitarbeiter an der Freien Universität Berlin im Fachbereich Fachdidaktik Alte Sprachen und Gymnasiallehrer. 1997 wurde er promoviert und Wissenschaftlicher Assistent an der Freien Universität Berlin. Von 2004 bis 2006 war er Studienrat im Hochschuldienst und habilitierte sich 2005. Seit dem 1. Oktober 2006 ist Kipf Universitätsprofessor für Didaktik der Alten Sprachen an der Humboldt-Universität zu Berlin. Er ist Vorsitzender der Gemeinsamen Kommission für Lehramtsstudien, seit 2008 Prodekan für Studium und Lehre der Philosophischen Fakultät II und seit 2010 Direktor der Humboldt-Schülergesellschaft für Altertumswissenschaften. Er wurde 2011 zum Gründungsdirektor der Professional School of Education (PSE) der Humboldt-Universität berufen, deren Direktor er seit 2012 ist. Kipf ist zugleich Professor für die Didaktik der Alten Sprachen an der Freien Universität Berlin.
Von Februar 2005 bis Februar 2007 war er stellvertretender Bundesvorsitzender des Deutschen Altphilologenverbands (DAV), von Februar 2007 bis Februar 2011 war er Bundesvorsitzender, seitdem ist er Berater des Vorstands und seit 2014 Erster Vorsitzender des DAV-Landesverbands Berlin-Brandenburg. Seit 2010 ist er Projektleiter des Projekts MigraMentor, das Lehramtsstudierende mit Migrationshintergrund fördert.
Die Arbeitsschwerpunkte Kipfs sind die Geschichte des altsprachlichen Unterrichts, Bildungstheorie, Literaturdidaktik, Unterrichtsmedien, Lehrplan- und Lehrbuchentwicklung, Lehrerfortbildung sowie Kinder- und Jugendliteratur zur Antike. Kipf ist verantwortlicher Redakteur der Pegasus-Onlinezeitschrift sowie Mitherausgeber der Lektürereihe ratio in Buchners-Verlag, Bamberg.

## Schriften
- Herodot als Schulautor. Ein Beitrag zur Geschichte des Griechischunterrichts in Deutschland vom 15. bis zum 20. Jahrhundert. Böhlau, Köln 1999, ISBN 3-412-09199-5.
- Theorie und Praxis des altsprachlichen Unterrichts in der Bundesrepublik Deutschland von 1945-2000. Grundzüge – Probleme – Analysen. Berlin 2005 (Habilitation).
- Altsprachlicher Unterricht in der Bundesrepublik Deutschland. Historische Entwicklung, didaktische Konzepte und methodische Grundfragen von der Nachkriegszeit bis zum Ende des 20. Jahrhunderts. Buchner, Bamberg 2006, ISBN 3-7661-5678-0, doi:10.11588/propylaeum.618, unveränderte Neuauflage 2020 bei Propylaeum-eBOOKS.